# Elbert megye (Georgia)
Elbert megye az Amerikai Egyesült Államokban, azon belül Georgia államban található. Megyeszékhelye és legnagyobb városa Elberton. Lakosainak száma 19 637 fő (2020. április 1.). Elbert megye Hart, Lincoln, Wilkes, Anderson, Abbeville, McCormick, Oglethorpe és Madison megyékkel határos.

## Népesség
A megye népességének változása:
| Lakosok száma | 20 103 | 19 857 | 19 642 | 19 599 | 19 364 | 19 637 |
|               | 2010   | 2011   | 2012   | 2013   | 2015   | 2020   |